# Kovárna ve Zbilidech
Bývalá kovárna stojí na návsi ve středu obce Zbilidy v okrese Jihlava. Je kulturní památkou České republiky.

## Historie
Kovárna byla postavena v roce 1863 a zachovala si svůj původní vzhled i rozvržení prostor. Obytná část byla celkově přestavěna. V roce 1973 byla kovárna zapsána do státního seznamu kulturních památek.

## Popis
Kovárna je zděný obytný dům s křídlem přízemní kovárny přistavěným kolmo na obytný dům. Vlastní kovárna má zachovalý původní vzhled i vnitřní dispozici. Průjezd vedle kovárny byl využíván pro kování koní. V průčelí je podloubí zaklenuto pasy se stlačeným obloukem, které se otevírají podloubí do prostoru. Oblouky nasedají na středový pilíř, který je čtyřboký se skosenými hranami. Pilíř stojí na nízké desce a je ukončen deskovou hlavicí, která je kamenicky jednoduše opracovaná. Kovárna má sedlovou střechu s polovalbou, obytná budova taktéž. Krov střechy je dřevěný, krytinou byla břidlice, omítka vápenná hladká, fasáda bez ozdob, štíty jsou lichoběžníkové. V podloubí vchody do chléva a kůlny.